# 南庫塔
南庫塔（印尼語：Kuta Selatan）是印度尼西亞峇里省巴東縣下屬的一個鎮，位於該縣最南端，其範圍包括全布奇半島，東、南、西三面臨印度洋，北接庫塔鎮。

## 行政區劃
南庫塔鎮曾是屬於庫塔鎮，目前轄有3村3社區。
| 村       | 社區           |
| -------- | -------------- |
| 庫圖村   | 勿諾亞社區     |
| 北扎都村 | 金巴蘭社區     |
| 烏雅山村 | 丹戎勿諾亞社區 |